# Человек президента
«Человек президента» (англ. The president's man) — телефильм американских режиссёров Эрика Норриса и Майкла Приса, остросюжетный боевик, триллер.

## Сюжет
Джошуа Маккорд — один из самых засекреченных людей в США. Его задача — безукоризненно выполнять особые поручения президента, даже те, за которые не берутся спецслужбы. Прослужив стране много лет, Маккорд решает уйти на покой, но сперва он должен найти себе достойного преемника.
Им становится молодой и решительный спецназовец Дик Слэйтер, прошедший закалку в легендарном отряде «Дельта». Ему предстоит на деле доказать Маккорду, что он достоин занять столь важный пост, с блеском выполнив ряд важных миссий, в том числе — уничтожение Медельинского наркокартеля, планирующего взорвать атомную бомбу в нью-йоркской подземке.

## В ролях
| Актёр           | Роль             |
| --------------- | ---------------- |
| Чак Норрис      | Джошуа Маккорд   |
| Дилан Нил       | Дик Слэйтер      |
| Дженнифер Танг  | Кью              |
| Ральф Вейт      | президент Мэтьюз |
| Стюарт Уитман   | Джордж Уильямс   |
| Сун-Тек Ох      | генерал Вин Тран |
| Джонатан Николс |                  |
| Марла Адамс     | первая леди      |
| Адам Дж.        |                  |